# Рунис, Илиас
Илиас Рунис (греч. Ηλίας Ρούνης), известный также под партизанским псевдонимом Барбалиас (греч. Μπαρμπαλιάς; 23 апреля 1901:9 — 1981) — греческий коммунист, командир партизанских соединений Народно-освободительной армии Греции (ЭЛАС) и Демократической армии Греции (ДСЭ).

## Молодость
Илиас Рунис родился в 1901 году в селе Влахерна Аркадии.
Окончил начальную школу в своём родном селе. Продолжил учёбу в Лесном училище соседнего городка Витина.
Несмотря на то, что он в детстве повредил правую руку, что освобождало его от военной службы, по завершении училища Рунис вступил в греческую армию и принял участие в Малоазийском походе (1919—1922).
По возвращении из армии вернулся в родное село, создал семью и был назначен лесником в Западной Македонии.
В годы своего лесничества проявил некоторую толерантность к местным крестьянам, что помогло ему в последующие военные годы. Также его интерес к истории региона и наблюдательность, позволили ему обнаружить несколько площадок археологического интереса и информировать об этом профессора археологии Керамопулоса.

## Сопротивление
С началом тройной, германо-итало-болгарской, оккупации Греции проживал в западномакедонском городе Сьятиста в номе Козани, находившемся в итальянской зоне оккупации. С появлением в регионе первых отрядов Народно-освободительной армии Греции (ЭЛАС), Рунис немедленно вступил в их ряды.
Получил партизанский псевдоним Барбалиас (дядька Илиас).
Принял участие в впечатляющей победе ЭЛАС в бою при Фардикампос 6 мая 1943, в котором были взяты в плен 621 итальянских солдат и офицеров.
Для безопасности переселил семью в горный регион Вендзиа, где кроме прочего был знаком местным крестьянам и имел их поддержку.
Принял командование взводом 1/27 батальона IX дивизии ЭЛАС, а в начале 1944 года принял командование ротой того же батальона.
С марта 1944 года и до освобождения Греции частями ЭЛАС в октябре 1944 года, принял командование 1/27 батальона:12.
В ноябре 1944 года, отразил попытку подстрекаемых англичанами славомакедонских сепаратистов Гоче вступить в город Флорина и вынудил их уйти на территорию Югославии:13.
С началом декабрьских боёв частей ЭЛАС против англичан, Рунис получил приказ двигаться со своим батальоном к греческой столице.
Перемирие и Варкизское соглашение застало его в Дельфах:14.

## Гражданская война
После Варкизского соглашения последовал период т. н. Белого террора, когда банды монархистов и бывших коллаборационистов, при поддержке британских войск, начали преследование коммунистов и бывших бойцов ЭЛАС.
В начале мая 1945 года Сьятиста была окружена английскими и индийскими частями и милицией монархистов. Мужское население городка было согнано на центральную площадь, с требованием выдать 10 местных командиров ЭЛАС, среди которых были Александрос Росиос и Илиас Рунис. Во время обыска в доме Руниса, английский офицер избил его сына Никоса, посмевшего сделать англичанину замечание.
С помощью друзей, Рунис был переправлен в регион Вендзиа, где скрывался до весны 1946 года.
С тем чтобы вынудить Руниса сдаться, его жена и другой сын, Аристид были отправлены в ссылку на остров Фолегандрос, где оставались до 1947 года.
В марте 1946 года Рунис, вместе с Росиосом и другими бывшими бойцами ЭЛАС организовали первый в регионе отряд самообороны.
Он возглавлял подразделение этого отряда до середины июля 1946 года.
С началом Гражданской войны (1946—1949), Рунис был переведен в штаб Пинда Демократической армии Греции (ДСЭ), где оставался до сентября 1946 года:15.
С сентября 1946 и по январь 1947 года служил при штабе подразделений горы Бурино.
С января по март 1947 года возглавил логистическое обеспечение частей Центральной и Западной Македонии.
В марте 1947 года принял командование боевым батальоном и оставался на этом посту до февраля 1948 года.
В феврале принял командование 107-й бригадой ДСЭ и оставался на этом посту до августа 1948 года:868.
В августе-сентябре командовал боевым батальоном.
В сентябре принял руководство отделом транспорта при Генштабе ЭЛАС, и оставался на этом посту до января 1949 года.
В феврале возглавил батальон при генштабе, который в марте был переброшен для участия в боях на горе Граммос и оставался там до августа.
На последнем этапе гражданской войны возглавил штаб 102-й бригады:16.

## Политическая эмиграция и репатриация
С поражением Демократической армии, Рунис как и тысячи других её бойцов, перешёл на территорию Албании, а затем, в октябре 1949 года, оказался в далёком Ташкенте.
В 1956 году был отправлен на партийную работу среди греческих политэмигрантов в Румынию.
В ноябре 1957 года по поручению нового руководства партии возглавил комитет пересмотревший дело Н. Плумбидиса и реабилитировавший этого оклеветанного ветерана партии. Документ получил название Заключение Руниса.
После смерти жены, вернулся в Ташкент в 1959 году, где оставался до 1975 года.
После падения военного режима (1967—1974) получил разрешение репатриироваться и в октябре 1975 года вернулся в Грецию.
Илиас Рунис умер в Афинах в мае 1981 года.

## Семья
Жена Руниса, Эльпиника, вместе со старшим сыном Аристидом прошли через тюремное заключение и ссылку на острове Фолегандрос.
Другой сын, Никос, погиб в 1949 году в Западной Македонии, командуя взводом ДСЭ.
Младшие, Ахилл и Арети, по указанию отца, также вступили в ДСЭ, где служили радистами.
Ахилл является автором биографической книги «Дядька Илиас».